# Полынь тибетская
Полынь тибетская или Полынь нарядная (лат. Artemisia vestita)  — многолетнее высокогорное травянистое растение из рода Полынь, обладающее лекарственными и ароматическими свойствами. Широко используется в традиционной тибетской медицине. Произрастает на высоте 2100–4200 метров в Гималаях, Тибете, Непале и Кашмире. На родине называется Полынью русской, несмотря на то, что в России не произрастает. Также известна как Друбша, Кубша, Маолианхао, Гангский Тулси, Чамария, Кунджа. Листья и цветки Полыни тибетской обладают сильным приятным ароматом. Из листьев и цветков Полыни тибетской получают эфирное масло, которое своим приятным ароматом напоминает полынь Давану и Шалфей.

## Описание
Полынь тибетская представляет собой многолетнее травянистое растение высотой до 2 метров. Листья папоротниковидные, перисто-рассеченные, мягкие, опушённые с обеих сторон. Цветки мелкие, кремово-желтые, собраны в кистевидные соцветия, свисающие на тонких стеблях. Плоды блестящие и гладкие, прицветники продолговатые и перепончатые. Листья имеют четкие абаксиальную и адаксиальную поверхности.

## Культивация
Широко культивируется в Непале, Тибете и Кашмире для использования в народной медицине и в качестве ароматического эфирномасличного сырья .

## Биохимия и фармакология
Эфирное масло полыни тибетской содержит моно и сесквитерпены, придающие сильный аромат с древесными, бальзамическими, травянистыми, свежими, сладкими нотами. Для этого вида полыни характерно два хемотипа: камфорный и цинеольный. Основным компонентом эфирного масла Полыни русской как правило является 1,8-цинеол (эвкалиптол). Другими мажорными компонентами являются грандизол, камфора и борнеол. Также эфирное масло содержит химачалены, атлантоны, кариофиллены, гермакрен D, альфа-пинен, бета-пинен, сабинен, мирцен, кадинен, терпинен-4-ол, лимонен и небольшой процент туйонов. Этанольный экстракт Полыни нарядной содержит высокий процент рутина. Также в Полыни тибетской обнаружены: артимизинин и дегидроартимизинин, стигмастерол, таурин, изоферулловая кислота, кафейная кислота, ситостеролы. В исследованиях были обнаружены такие группы соединений как сапонины, органические кислоты, дубильные вещества, фенолы, антрахиноны, флавоноиды, лактоны, кумарины, алкалоиды, эфирные масла, тритерпены, стероиды.
Сообщается, что полынь тибетская проявляет следующие эффекты: ранозаживляющий, противовоспалительный, противолихорадочный, иммуномодулирующий, антиоксидантный, противовирусный, противобактериальный, противогрибковый, противоопухолевый, антипаразитарный, антидотный при укусах змей, мочегонный, снижающий сахар в крови, противоэпилептический, противоастматический, инсектицидный. Применяется для терапии простуды, ринитов, инфекций дыхательных путей, уменьшения кожного зуда, лечения кожных инфекций, стригущего лишая и при терапии ожирения .

## Применение
Жители Тибета и Кашмира применяют Полынь нарядную как противогельминтное средство из-за недоступности и высокой стоимости синтетических фармакологических препаратов. В народной медицине Тибета и Китая широко используется для лечения различных воспалительных заболеваний, таких как контактный дерматит, ревматоидный артрит и сепсис. Листья измельчают и прикладывают наружно на кожу в качестве кровоостанавливающего и противовоспалительного средства. Полынь нарядная также используется для лечения болей в области живота.
Эфирное масло полыни тибетской используется в парфюмерии, косметике, для ароматизации мыла и благовоний.